# Oscar Niculescu
Oscar Niculescu (n. 8 octombrie 1860 – d. 24 iulie 1939) a fost un jurist român, membru de onoare al Academiei Române.
A fost cel de-al unsprezecelea președinte al Curții de Casație, în intervalul 5 august 1927 - 21 octombrie 1930, îndeplinind-și funcția în timpul Regenței regelui Mihai I (1927-1930).